# Mantus (Mythologie)
Mantus ist eine Gottheit aus der Mythologie der Etrusker. Die Etrusker sahen in Mantus den Herrscher über die Unterwelt, dem Reich der Toten. Er geleitet die Seelen der Verstorbenen in die Unterwelt. Er wird auch  Charun (zu griech. Charon) genannt.
Abbildungen von Mantus findet man auf etruskischen Särgen, welche ihn als Mann mit wilden Gesichtszügen, Satyrohren, Flügel und Tunika zeigen. Meistens ist er mit einem Hammer, manchmal auch mit einem Schwert dargestellt.
Nach Mantus soll die italienische Stadt Mantua benannt sein.